# Représentation des durées en musique

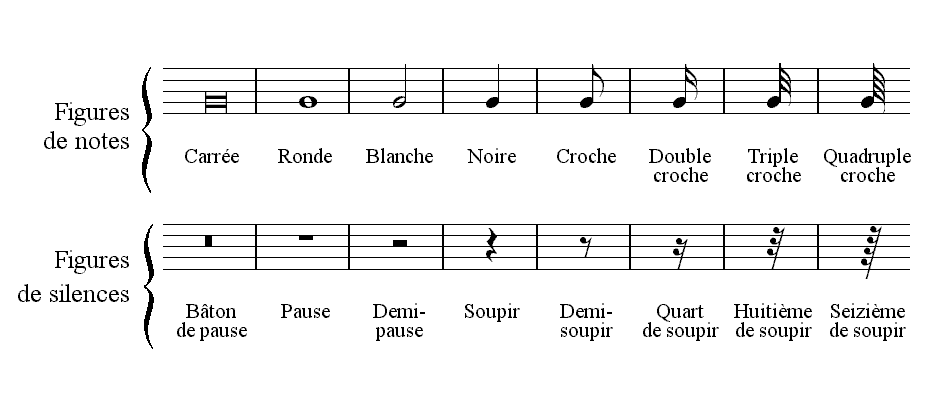
Figures de notes et de silences
(à chaque note correspond un silence de même durée).

En musique, si la durée des temps — régulièrement délimités par les pulsations — est le plus souvent constante, la durée des notes ou des silences ne l'est pas nécessairement. La notation musicale doit donc pouvoir exprimer, non seulement des durées égales au temps, mais aussi, des durées qui lui sont supérieures ou inférieures. Pour représenter les durées musicales, deux classes de symboles existent, l'une pour représenter les notes jouées ou chantées — les figures de note —, l'autre pour représenter les moments de silence entre certaines notes — les figures de silence.

## Histoire
La notation proportionnelle des figures de notes date  du XIIe siècle.
Jusqu'au XIe siècle, la notation musicale n'intègre que les hauteurs par un système d'accents appelés neumes. Les neumes ne prennent pas en compte le rythme : en effet, celui-ci est supposé découler du rythme libre du texte chanté. 
Au cours de la deuxième moitié du XIe siècle, les neumes évoluent de manière à indiquer des durées différentes à partir de leur forme : désormais, les valeurs rythmiques sont déterminées plus rigoureusement. 
Au cours des XIIe, XIIIe et XIVe siècles, on emploie la notation carrée. Ce premier type de notation proportionnelle est constitué de figures noires en forme de carrés ou de losanges, et tracées à la plume d'oie — il sera définitivement associé à la notation du plain-chant. 
Au XVe siècle, on utilise la notation blanche : les notes sont toujours carrées, mais à côté des figures noires, apparaissent des figures blanches. 
Ce n'est qu'au XVIe siècle, grâce aux progrès de l'imprimerie musicale, que se généralise progressivement le système de notation actuel, appelé « notation arrondie ».

## Figures de note
Les figures de note se présentent sous la forme d'un ovale appelé « tête de note » (dont la position sur la portée indique la hauteur de la note), éventuellement accompagné d'éléments complémentaires (hampe, crochet…).
La tête de note est de couleur blanche en ce qui concerne la blanche, ainsi que toutes les valeurs qui lui sont supérieures — ronde et carrée, principalement — ; et de couleur noire en ce qui concerne la noire, ainsi que toutes les valeurs qui lui sont inférieures — croche, double croche, etc. La blanche, ainsi que toutes les valeurs qui lui sont inférieures, possèdent en outre une hampe (ou queue). Enfin, la croche, ainsi que toutes les valeurs qui lui sont inférieures, sont dotées d'un ou plusieurs crochets.
- La carrée  est la figure de note dont la durée vaut le double de la ronde. Elle est un souvenir de la « notation carrée » de la fin du Moyen Âge. Cette figure est peu utilisée depuis le XVIIe siècle. Elle vaut huit temps lorsque l'unité de temps est égale à la noire.

- La ronde  est la figure de note dont la durée vaut la moitié de la carrée et le double de la blanche. Elle vaut quatre temps lorsque l'unité de temps est égale à la noire.

- La blanche  est la figure de note dont la durée vaut la moitié de la ronde et le double de la noire. Sa tête est de couleur blanche, et elle est dotée d'une hampe. Elle vaut deux temps lorsque l'unité de temps est égale à la noire.

- La noire  est la figure de note dont la durée vaut la moitié de la blanche et le double de la croche. Dotée d'une hampe, sa tête est de couleur noire. Elle vaut un temps lorsque l'unité de temps est égale à la noire.

- La croche  est la figure de note dont la durée vaut la moitié de la noire et le double de la double croche.

Comme son nom l'indique, la croche est normalement dotée d'un crochet (toutes les figures qui lui sont inférieures comportent un nombre de crochets équivalant au nombre exprimé par leur nom : « double croche », deux crochets ; « triple croche », trois crochets ; etc.). Lorsque plusieurs croches se suivent, les crochets peuvent être remplacés par des ligatures (sortes de « barres » droites, qui relient les croches — mais aussi les doubles croches, triples croches… entre elles). La croche vaut un demi-temps lorsque l'unité de temps est égale à la noire.
- La double croche  est la figure de note dont la durée vaut la moitié de la croche et le double de la triple croche. Une double croche vaut un quart de temps lorsque l'unité de temps est égale à la noire.

- La triple croche  est la figure de note dont la durée vaut la moitié de la double croche et le double de la quadruple croche. La triple croche vaut un huitième de temps lorsque l'unité de temps est égale à la noire.

- La quadruple croche  est la figure de note dont la durée vaut la moitié de la triple croche. Cette figure, de création plus récente, est très peu utilisée. Elle vaut un seizième de temps lorsque l'unité de temps est égale à la noire.

- Certains compositeurs vont même plus loin en insérant des quintuples , voire des sextuples croches.

## Figures de silence
- Le bâton de pause est le silence qui correspond à la carrée. Il peut également être utilisé de manière spéciale : placé au centre d'une mesure, et surmonté d'un nombre, le bâton de pause indique un nombre égal de mesures en silence consécutives à compter.

- La pause signifie, quand elle est placée seule au centre d'une mesure, que celle-ci ne se compose que de silence, peu importe la durée de la mesure. Dans le cas où on se trouve dans une mesure de plus de 4 noires, alors la pause, si elle n'est pas seule, dure forcément 4 noires (soit une ronde).

- La demi-pause est le silence qui correspond à la blanche.

- Le soupir  est le silence qui correspond à la noire.

- Le demi-soupir  est le silence qui correspond à la croche.

- Le quart de soupir  est le silence qui correspond à la double croche.

- Le huitième de soupir  est le silence qui correspond à la triple croche.

- Le seizième de soupir  est le silence qui correspond à la quadruple croche. Cette figure, de création plus récente, est également peu utilisée.

## Terminologie
Il ne faut pas se laisser abuser par la terminologie des diverses figures qui peut facilement induire en erreur. Dans le domaine des figures de silences, les termes demi, quart, etc., font référence à la valeur de la figure concernée : c'est ainsi que la demi-pause vaut bien la moitié d'une pause, le quart de soupir vaut bien le quart d'un soupir, etc.
Au contraire, dans le domaine des figures de notes, les termes double, triple, etc., ne font pas référence à la valeur de la figure concernée (la double croche, par exemple, vaut la moitié d'une croche, et non pas le double, en dépit de son nom ! La triple croche n'est pas ternaire mais le degré au-dessus de la double croche, et vaut donc la moitié d'une double croche), mais à sa description : le mot croche en effet, doit être compris comme l'abréviation de crochet. Ainsi la croche est la figure de note dotée d'un simple crochet, la double croche est la figure de note dotée d'un double crochet, etc.

## Principes d'utilisation
Le découpage temporel d'une séquence musicale peut prendre deux formes, selon le type de notes émises par la voix ou l'instrument considéré.
- Notes sans tenue — cas de la plupart des percussions — : dans ce cas, la position du symbole qui matérialise la note représente l'instant où elle est jouée dans la partition, tandis que la forme du symbole représente le temps qui s'écoule avant le prochain symbole.

- Notes avec tenue — principalement, les instruments à cordes et les instruments à vent, ainsi que les voix — : dans ce  cas, le symbole représente à la fois l'instant où la note est jouée et le temps pendant lequel elle est tenue.

### Valeur relative des figures
Dans le tableau suivant, chaque figure vaut en durée, la moitié de la figure précédente, et le double de la figure suivante. Par exemple, la croche vaut la moitié de la noire, le quart de la blanche, etc. mais aussi, le double de la double croche, le quadruple de la triple croche, etc. De ce principe, nous pouvons déduire les deux tableaux suivants : 
- Valeur relative des figures de notes :

- Valeur relative de figures de silences :

### Valeur absolue des figures
Les figures ne sont attachées à aucune valeur absolue en temps. C'est l'unité de temps, fixée au début de chaque morceau, qui va permettre de déterminer — pour ce morceau seulement — la valeur des différentes figures, inférieures ou supérieures à cette unité de temps.

### Prolongement de la durée des figures
La durée des différentes figures peut être prolongée de plusieurs manières :
- au moyen des divers types de points ;
- au moyen de la liaison — par addition de figures ;
- au moyen du point d'orgue — par suspension du tempo.